# Karel Burkert
Karel Burkert (Újpest, Magyarország, 1909. december 1. – Brno, 1991. március 26.) bolgár és csehszlovák válogatott cseh labdarúgó, kapus.

## Pályafutása

### Klubcsapatban
1933–34-ben a bolgár Levszki Szofija kapusa volt. 1934 és 1940 között az SK Židenice labdarúgója volt és két bajnoki bronzérmet (1934–35, 1937–38) szerzett a csapattal. 1940 és 1946 között az SK Borovina Třebíč csapatában védett. 1946-ban fejezte be az aktív labdarúgást.

### A válogatottban
1934-ben egy alkalommal szerepelt a bolgár válogatottban, amíg a Levszki Szofija játékosa volt. 1934 és 1938 között öt alkalommal védett a csehszlovák válogatottban. Tagja volt az 1938-as franciaországi világbajnokságon részt vevő csapatnak. 1939-ben egy alkalommal szerepelt a Cseh–Morva Protektorátus válogatottjában.

## Sikerei, díjai
SK Židenice
- Csehszlovák bajnokság
  - 3.: 1934–35, 1937–38